# Titao
Titao este un oraș din provincia Loroum, Burkina Faso.